# Mycodrosophila diversa
Mycodrosophila diversa är en tvåvingeart som beskrevs av Bock 1980. Mycodrosophila diversa ingår i släktet Mycodrosophila och familjen daggflugor. Inga underarter finns listade i Catalogue of Life.